# Çorum (tartomány)
Çorum tartomány Törökország egyik tartománya, mely a Fekete-tengeri régióhoz tartozik, földrajzi és éghajlati tulajdonságai alapján azonban közelebb áll a Közép-anatóliai régióhoz.

## Körzetek
A tartomány körzetei:
- Alaca
- Bayat
- Boğazkale
- Dodurga
- İskilip
- Kargı
- Laçin
- Mecitözü
- Oğuzlar
- Ortaköy
- Osmancık
- Sungurlu
- Uğurludağ

## Földrajz
A tartomány hegyes-völgyes területén folyik keresztül a Kızılırmak és a Yeşilırmak.
| Hónap                       | Jan  | Feb  | Már  | Ápr  | Máj  | Jún  | Júl  | Aug  | Szep | Okt  | Nov  | Dec  |
| --------------------------- | ---- | ---- | ---- | ---- | ---- | ---- | ---- | ---- | ---- | ---- | ---- | ---- |
| Legmagasabb átlaghőm. °C    | 4.2  | 6.5  | 11.5 | 17.4 | 21.8 | 25.6 | 28.9 | 39.1 | 25.6 | 19.5 | 12.1 | 6.0  |
| Legalacsonyabb átlaghőm. °C | -4.3 | -3.8 | -1.1 | 3.7  | 7.0  | 9.8  | 12.1 | 12.0 | 8.7  | 4.7  | 0.3  | -2.3 |
| forrás: www.meteor.gov.tr   |      |      |      |      |      |      |      |      |      |      |      |      |

## Történelem

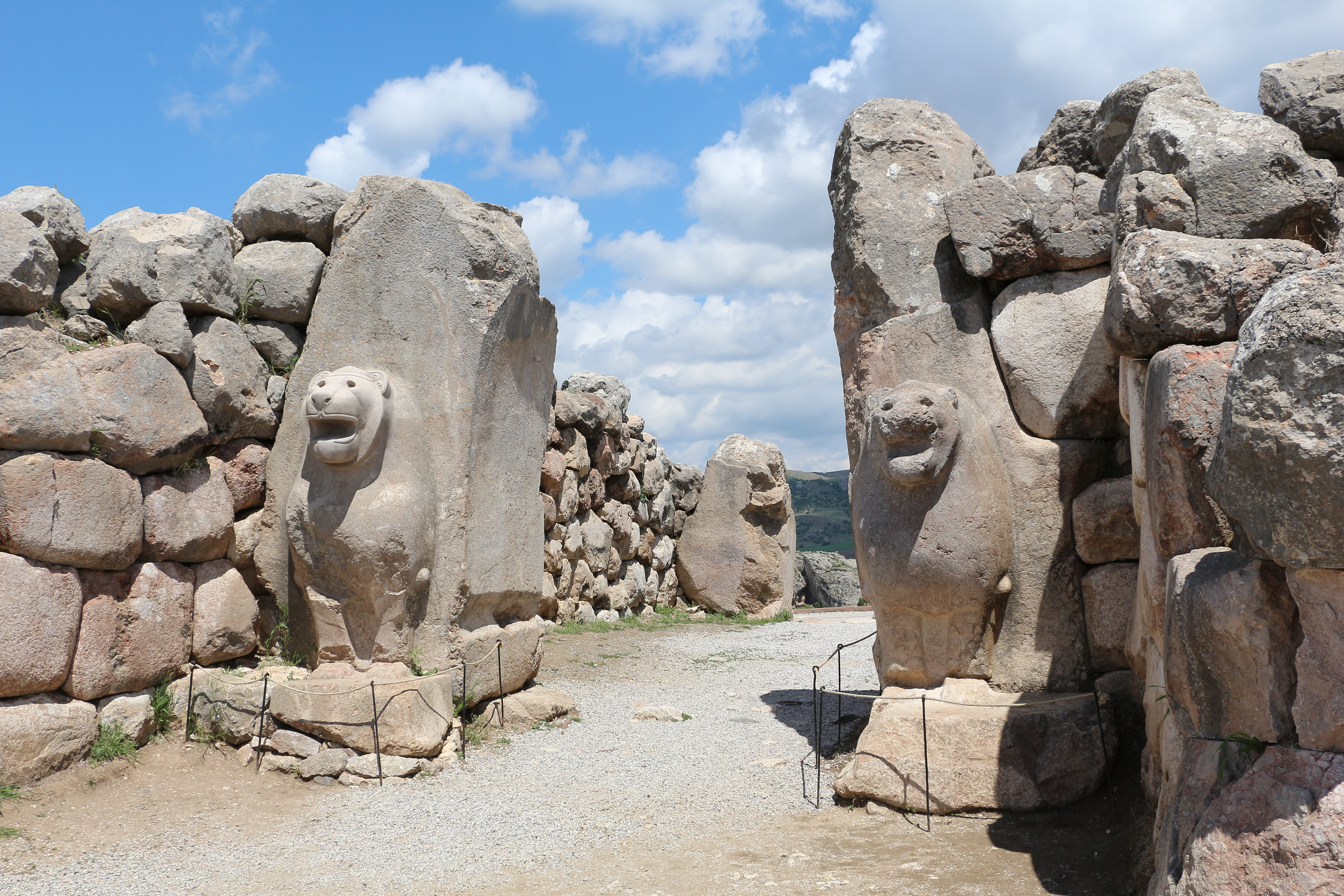
Hattusa romjai

Çorum a hettiták birodalmához tartozott, és a tartomány mai Boğazkale körzetében található az UNESCO világörökségéhez tartozó hettita főváros, Hattusa is. Nem messze tőle fekszik Alaca Hüyük régészeti lelőhelye.